# Hallodapomimus
Hallodapomimus is een geslacht van wantsen uit de familie van de Miridae (Blindwantsen). Het geslacht werd voor het eerst wetenschappelijk beschreven door Herczek in 1998.

## Soorten
Het genus bevat de volgende soorten:

- Hallodapomimus antennatus Herczek & Popov, 2015
- Hallodapomimus elektrinus Herczek, 2000
- Hallodapomimus krzeminskiorum Herczek & Popov, 2010
- Hallodapomimus succinus Herczek, 2000